# Воинское кладбище № 68 (Ропица-Руска)
Воинское кладбище № 68 — Ропица-Руска (пол. Cmentarz wojenny nr 68 - Ropica Ruska) — воинское кладбище, находящееся в окрестностях села Ропица-Гурна, Горлицкий повят, Малопольское воеводство. Кладбище входит в группу Западногалицийских воинских захоронений времён Первой мировой войны. На кладбище похоронены военнослужащие Австро-Венгерской и Российской армий, погибшие во время Первой мировой войны в мае1915 года.

## История
Кладбище было построено Департаментом воинских захоронений К. и К. военной комендатуры в Кракове в 1915 году по проекту австрийского архитектора Ганса Майра. На кладбище площадью 403 квадратных метров находится 13 братских и 4 индивидуальных могил, в которых похоронены 58 австро-венгерских и 52 русских солдат.

## Описание
Кладбище располагается недалеко от дороги Сенкова-Маластув на склоне холма. Первоначально некрополь находился на краю леса. Ганс Майр расположил кладбище таким образом, чтобы его было видно с долины, на которой находится село Бартне. Кладбище отделялось от близлежащей дороги горным ручьём, поэтому к кладбищу был построен бетонный мостик. В настоящее время кладбище располагается внутри густого леса.
Кладбище огорожено со всех сторон массивным каменным ограждением. Боковые стены имеют ступенчатую форму. В середине нижней стены находится вход с деревянными воротами. От входа, разделяя кладбище на две части, ведёт дорожка к верхней стене, возле которой находится каменный мемориальный памятник. Дорожка заканчивается ступеньками, которые находятся в подножии стелы. В центре памятной стелы, увенчанной крестом, находится квадратное углубление с ещё одним крестом.

## Галерея

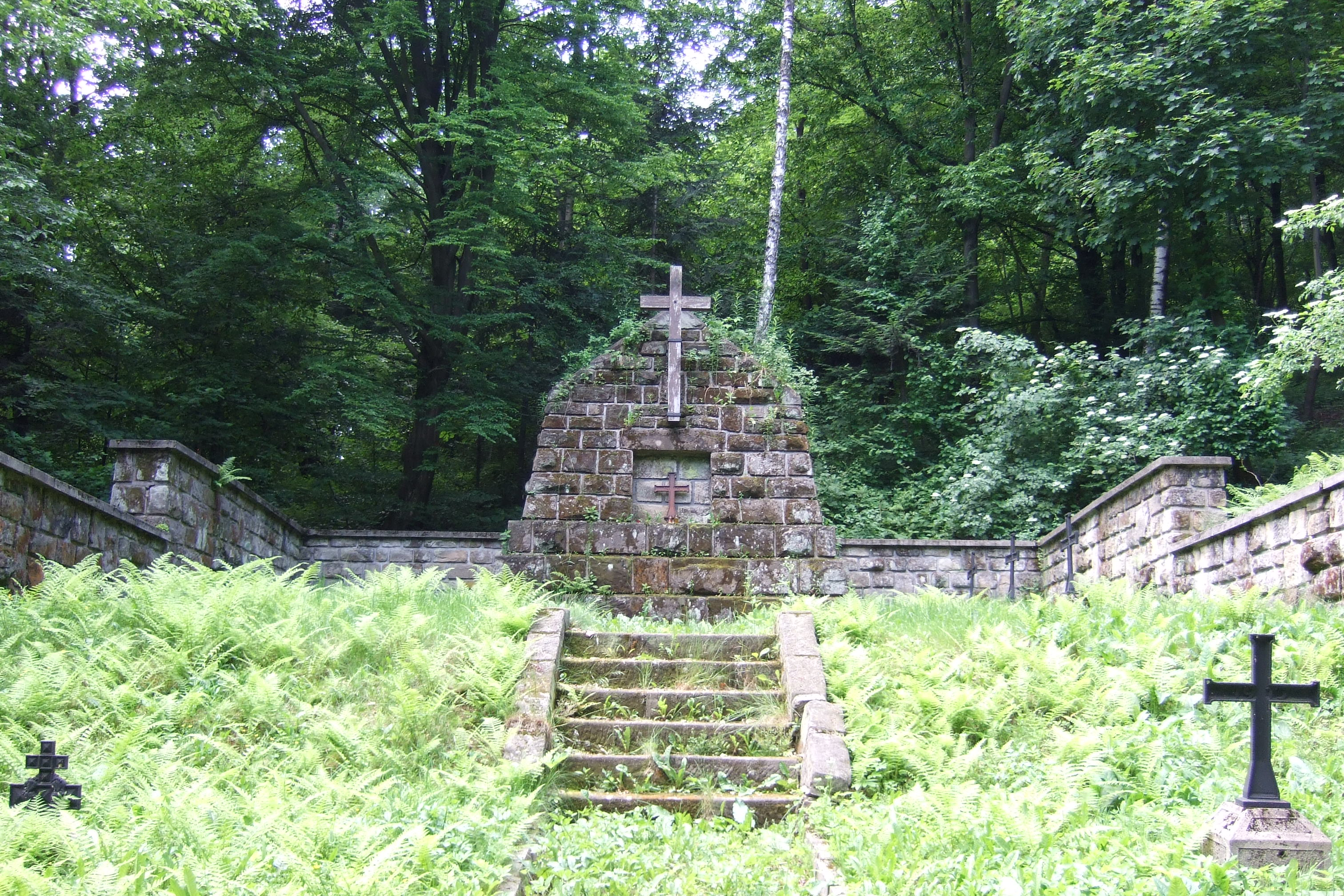
Памятник
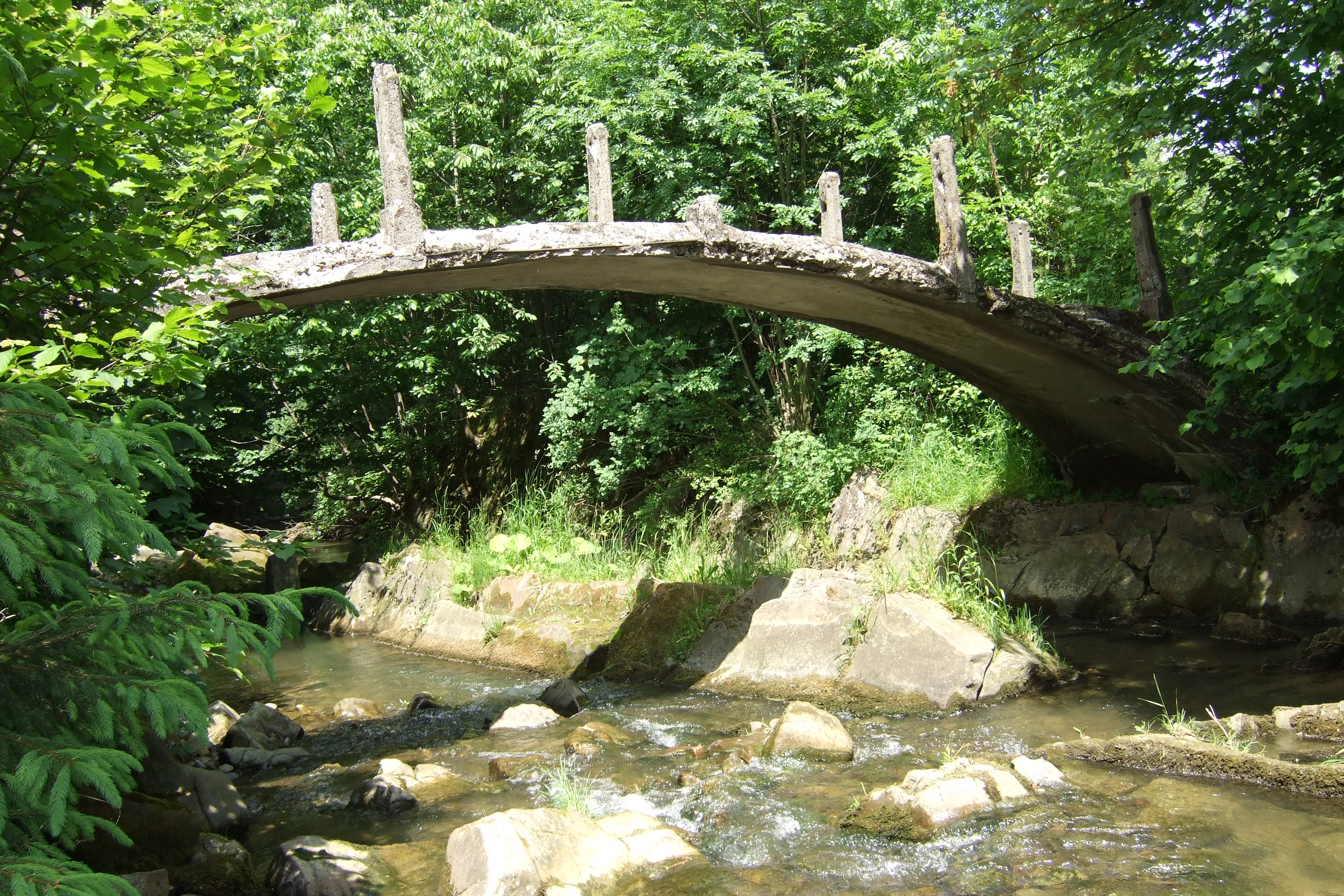
Мостик, ведущий к кладбищу
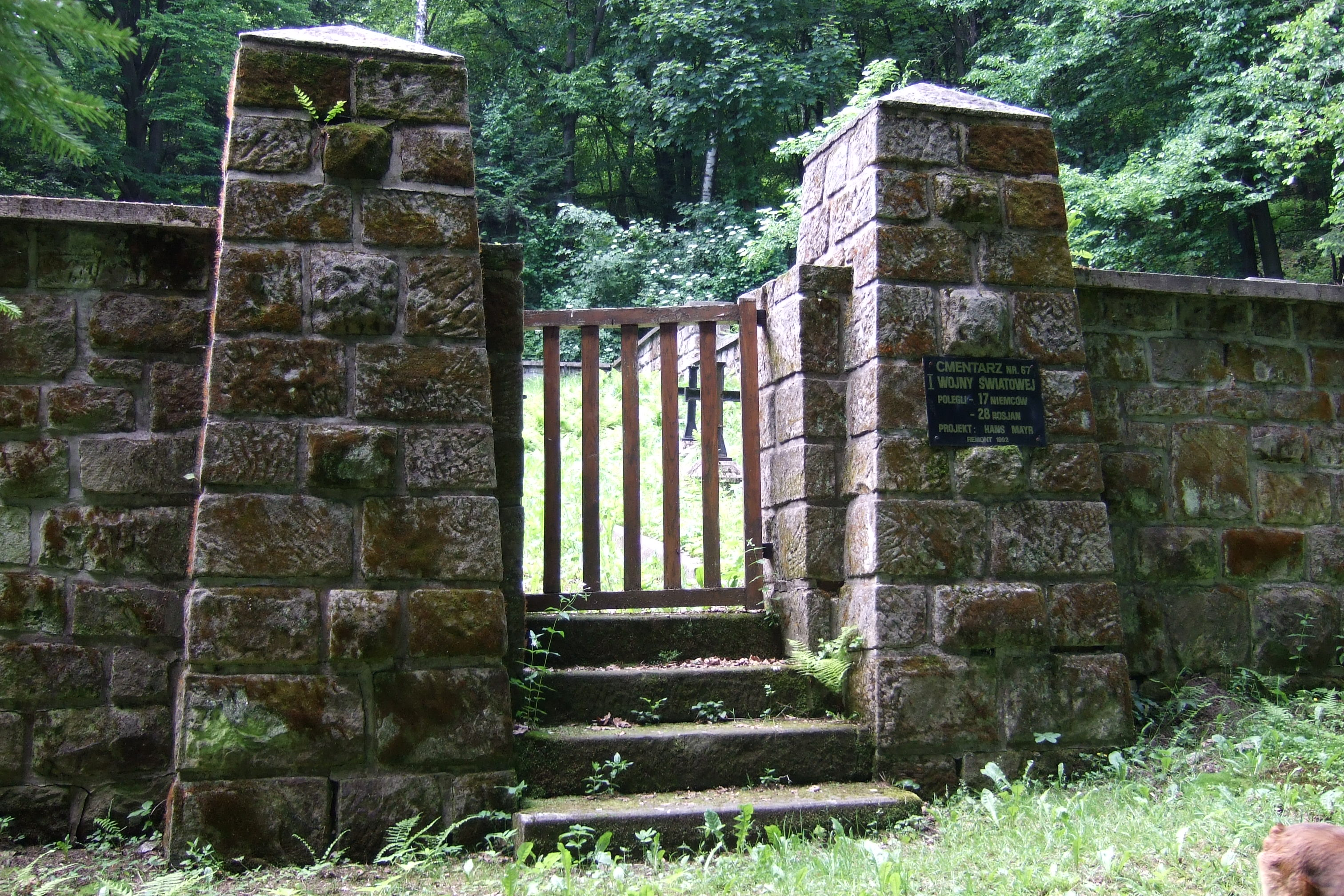
Вход на кладбище

## Источник
- Oktawian Duda: Cmentarze I wojny światowej w Galicji Zachodniej. Warszawa: Ośrodek Ochrony Zabytkowego Krajobrazu, 1995. ISBN 83-85548-33-5.
- Roman Frodyma Galicyjskie Cmentarze wojenne t. I Beskid Niski i Pogórze (Okręgi I—IV), Oficyna Wydawnicza «Rewasz», Pruszków 1998.